# Benaouda Benzerdjeb
Benaouda Benzerdjeb est un médecin algérien, né le 9 février 1921 à Tlemcen et décédé le 16 janvier 1956 au douar Ouled Halima, près de Sebdou, à 36 km de Tlemcen, premier médecin martyr mort pour l‘indépendance de l’Algérie.

## Biographie
Benaouda Benzerdjeb a suivi sa scolarité au collège De Slane (aujourd'hui Ibn Khaldoun) à Tlemcen et obtenu son baccalauréat dans la filière mathématique en juin 1941. Après des études supérieures menées à Montpellier et Paris, il obtint son doctorat en médecine en 1948.
Ses idées nationalistes l'amenèrent à militer au sein du Mouvement pour le triomphe des libertés démocratiques (MTLD) et à prendre des responsabilités dans le mouvement estudiantin algérien. Il fut trésorier général de l'Association des Étudiants Musulmans Algériens.
Benaouda Benzerdjeb mit à profit sa profession pour se livrer à des activités révolutionnaires. Dans le plus grand secret, il recevait à son cabinet des moudjahidines (combattants) blessés à qui il transmettait parfois les ordres venant des instances supérieures du FLN. Il lui arrivait également de monter au maquis prodiguer des secours. À l'aide d'une ronéo, il diffusait et imprimait des tracts de propagande pour la révolution.
.

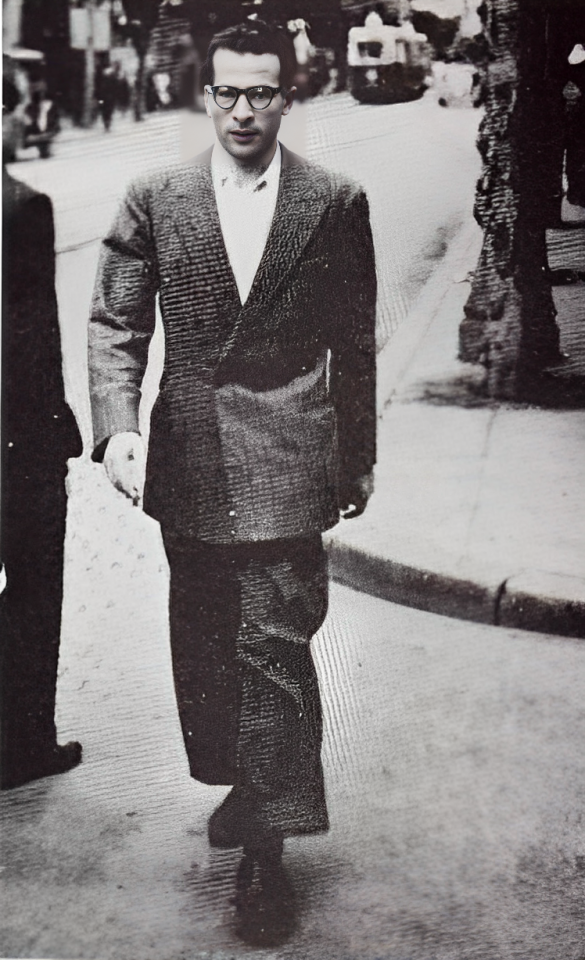
L’étudiant Benzerdjeb dans les rues de Paris en 1946.

Ses activités furent rapidement découvertes par les autorités françaises et le 17 janvier 1956 il fut arrêté puis exécuté au douar Ould H'lima près de Sebdou au Sud de Tlemcen.
Au cours de la journée du 16 janvier 1956, le docteur Benzerdjeb est arrêté par les Gendarmes de la Brigade de Sebdou. Il rencontre dans l'après-midi  Hubert Clément  le commandant de brigade. Le lendemain matin, sur ordre de ce dernier, un groupe de gendarmes accompagnent le Docteur sur les lieux d'une cache. Selon le rapport de la Gendarmerie, le prisonnier aurait tenté de s'enfuir et aurait été abattu par un des Gendarmes au Douar Ouled H'lima. Cependant, les circonstances de la mort du Docteur Benzerdjeb sont l'objet de nombreuses controverses. Selon plusieurs sources, il aurait été torturé,,.
Le 17 janvier, la ville de Tlemcen, en réponse à cette exécution, connut des troubles qui durèrent plusieurs jours,.

## Galerie

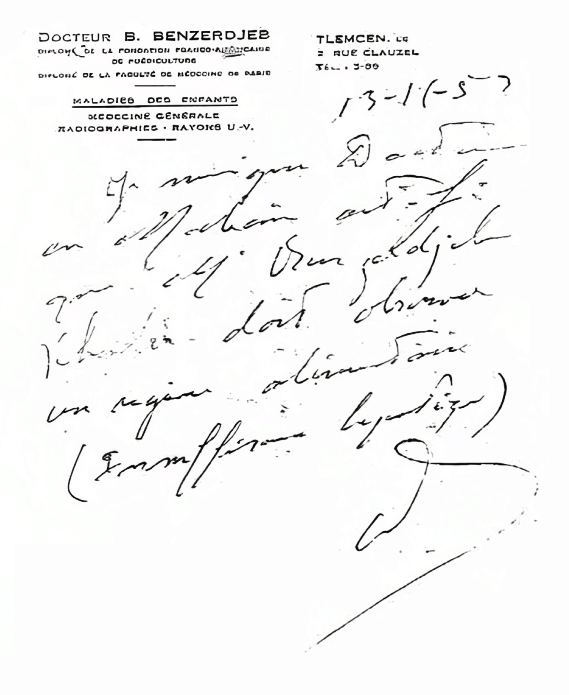
Ordonnance écrite par le docteur Benzerdjeb à Tlemcen